# 한큐 전철 7000계 전동차
한큐 전철 7000계 전동차(일본어: 阪急7000系電車)는 한큐 전철의 통근형 전동차이다.